# Ath

Aths vapen

Aths läge inom provinsen Hainaut

Ath (på nederländska Aat) är en kommun i den belgiska provinsen Hainaut i regionen Vallonien. Den 1 januari 2002 hade kommunen en total befolkning av 25,993. Ath täcker en yta av 127,92 km² vilket ger en befolkningstäthet av 203,20 invånare per km²

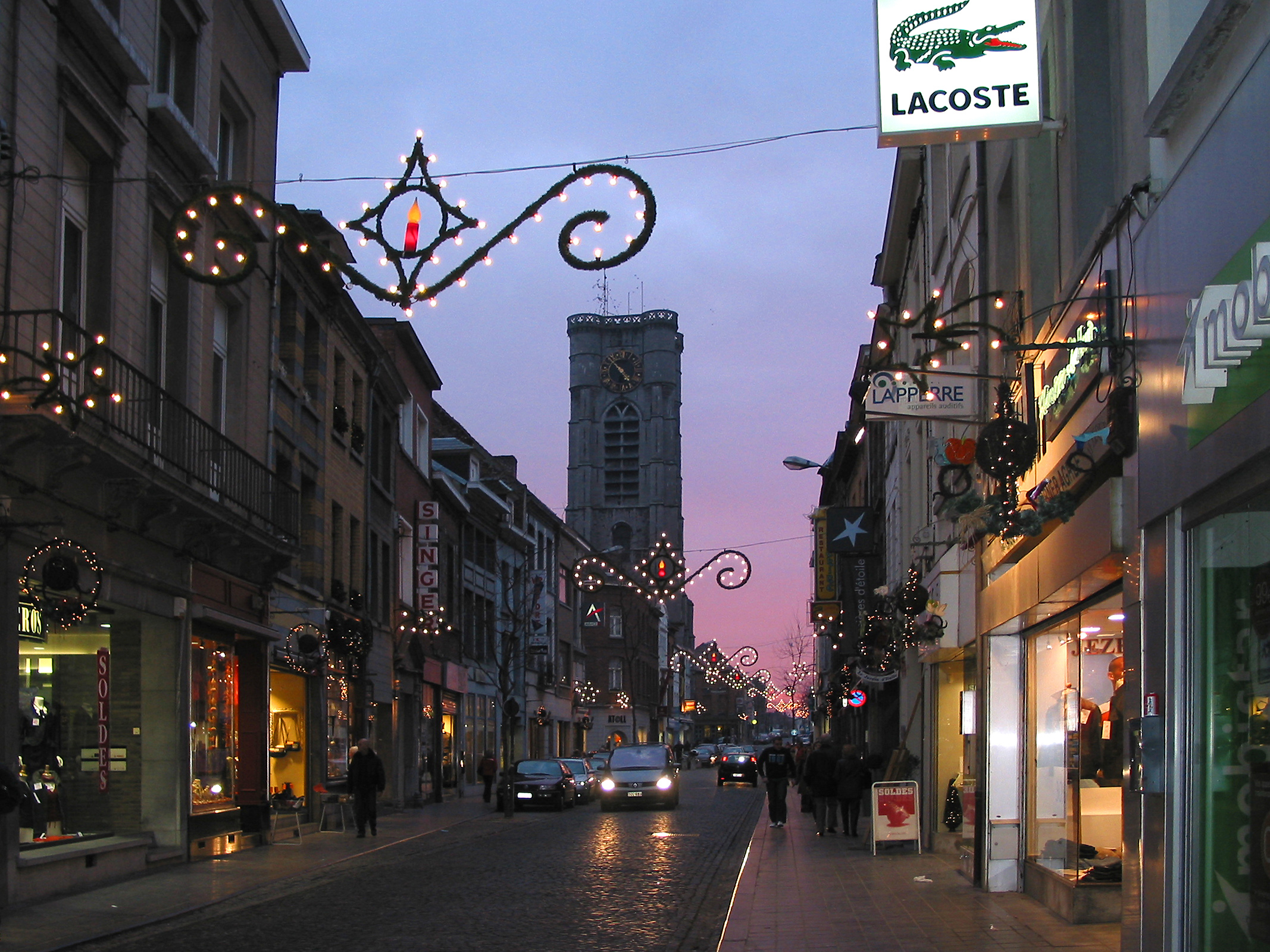

Louis Hennepin, känd för sina upptäckter i Nordamerika av bland annat Saint Anthonyfallen och Niagarafallen, föddes i Ath cirka 1640.